# Fisherman's Wharf

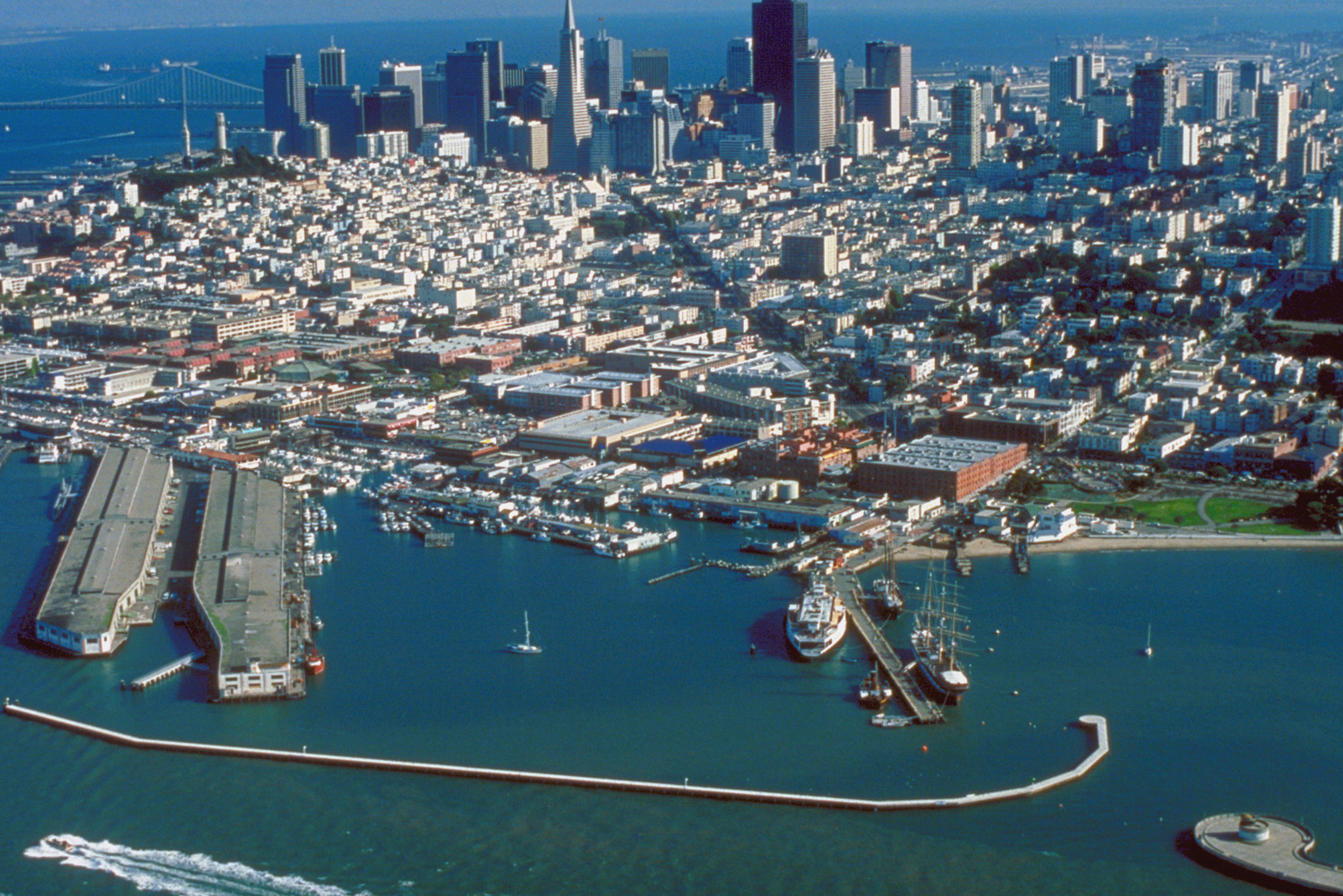
Flygbild på Fisherman's Wharf.

Fisherman's Wharf är en stadsdel i San Francisco i Kalifornien. I stadsdelen finns bland annat San Francisco Maritime National Historical Park. Fisherman's Wharf är San Franciscos främsta turistkvarter. Den mest kända bryggan är Pier 39. En stor attraktion på Pier 39 är de många sjölejon som ofta ligger och solbadar. Från Pier 33 kan man åka färja över till fängelseön Alcatraz.[källa behövs]